# Спинеда
Спинеда (итал. Spineda) — коммуна в Италии, располагается в регионе Ломбардия, в провинции Кремона.
Население составляет 620 человек (2008 г.), плотность населения составляет 62 чел./км². Занимает площадь 10 км². Почтовый индекс — 26030. Телефонный код — 0376.
В коммуне имеется приходской храм Христа-Спасителя.

## Демография
Динамика населения:

## Администрация коммуны
- Официальный сайт: http://www.comune.spineda.cr.it/